# Pintoa
- Commons
- Wikispecies

Pintoa é um género botânico pertencente à família Zygophyllaceae.

## Espécies
- Pintoa chilensis

1. ↑  «Pintoa — World Flora Online». www.worldfloraonline.org. Consultado em 19 de agosto de 2020